# Конкина, Анна Фёдоровна
А́нна Фёдоровна Ко́нкина (род. 14 июля 1947, Кирилловка, Пензенская область) — советская шоссейная велогонщица, заслуженный мастер спорта СССР (1971).

## Биография
Родилась 14 июля 1947 года в Кирилловке Соседского района Пензенской области.
Выступала за ленинградское «Динамо». Тренеры — А. М. Харламов, заслуженный тренер СССР Г. Д. Васильева.
Двукратная чемпионка мира в групповой гонке — 1970 и 1971, бронзовый призёр чемпионатов мира — 1967 и 1972.
Чемпионка СССР 1968, 1970, 1971 в командной гонке преследования на 3 км и 1969 в групповой гонке по треку. Рекордсменка СССР в командной гонке преследования на 3 км 1968.
Окончила Пензенское техническое училище, какое-то время работала в Орске, потом переехала в Ленинград.
В 1973 году окончила Ленинградский институт инженеров железнодорожного транспорта. Работала там же на кафедре физического воспитания.